# Andranolava
Andranolava is een plaats en commune in het zuiden van Madagaskar, behorend tot het district Sakaraha, dat gelegen is in de regio Atsimo-Andrefana. Tijdens een volkstelling in 2001 telde de plaats 3.214 inwoners.
De plaats biedt alleen lager onderwijs aan. 50% van de bevolking werkt als landbouwer, 45% houdt zich bezig met veeteelt en 4% verdient zijn brood als visser. Het belangrijkste landbouwproduct is rijst; andere belangrijke producten zijn maniok en uien. Verder is 4% actief in de dienstensector.